# 神領興行
神領興行（しんりょうこうぎょう）は、主に鎌倉時代中期以降に、天人相関思想に基づき、天皇、幕府が行った神事の興行を図る政策のことである。諸神社の儀式遂行とその財源たる所領などの保障を目的に、既売却地・質流れ地などの無償返付を内容とした法令を発布した。一円神領興行法ともいい、徳政の一類型として理解されている。

## 沿革
鎌倉時代に入ると災害や戦乱などの社会的混乱が貴族社会にも及び始め、承久の乱では朝廷軍が敗北して上皇の流罪が行われるなど、貴族社会が存続の危機に差しかかっていることが明白となった。こうした中で、朝廷内では現実的な政治に目を向けることで求心力を回復させて、昔の権威を取り戻そうとする動きが盛んになった。「徳政」はその路線の上に推進された政策であり、神領興行はそうした政策の一つである。
新制の一環としての寺社興行令は院政期から出されており、職の体系や神人・供御人制を確立したとの評価がある保元元年（1156年）の「保元新制」においても、後白河天皇による神事興行令が出されているが、具体的な施策としては、後嵯峨上皇新制において、建長5年（1253年）官司国司による神事執務怠慢を諌め、神人、供御人の増加を防止する方針が打ち出されたことが最初の事例である。これは商業に従事する神人・供御人を抑制し、本来の神事を興行しようとする重農主義的施策と評価されている。
また、弘長元年（1261年）、同3年（1263年）に出された公家新制においては「神仏尊重」が謳われ、続く亀山天皇親政下、文永10年（1273年）には弘長新制を受け継ぐ形で具体策を掲げた神事仏事の興行が宣言されている。

## 概要
元寇を画期として、上述する天人相関思想に基づき、地上の戦争に勝利したのは「神の戦争」において勝利したからだとの思想が広まり、神仏の加護に報いるため、祈祷などの諸儀式の興行、社領の拡張と寺社造営とが全国的に叫ばれ始めた。この時期、諸国の神社領は、地頭、非御家人のみならず、本所による恣意的な神官任命や別相伝（神社領が細分化され本所である摂関家等の縁故者に占有されること）承認により、神官による神社領管理が不安定となっており、このため財源に事欠くことから神社における諸儀式が滞るようになっていた。
亀山院政下の弘安7年5月20日（1284年7月4日）、同年6月25日（8月7日）に鎮西神領興行回復令が元寇に対する恩賞として出され、売却、質入済の旧神領の無償回復が打ち出された。鎮西神領興行令は以後、弘安8年（1285年）、永仁6年（1298年）、正和元年（1312年）に相次いで出され、宇佐八幡宮と伊勢神宮を先頭に、全国的に適用され、特に伊勢神宮の神領は東国を中心に次々に広がっていった。更に、従来末社格であった風社と風神社が神風による功績が認められ別宮の風宮と風日祈宮に昇格した。

## 影響
神領興行令により武家や凡下（一般民衆）による諸職は排除される結果となり、神領一円化が進んだ。この動きにより、地頭請、下地中分等を通じた武家の側からのみならず、領家側からの一円知行化が活発となり、領家職を持つ地頭や地頭職を持つ領家が現れるなど、従来の身分格差に応じた職の体系が崩れだし、荘園・公領における領家職・地頭職のあり方が大きく変わることとなった。さらに建武の新政において元弘3年（1333年）、諸国の本家・領家職が廃され、官社解放令が出されるなど一円化が急速に進んだため、室町時代の法令には初発から寺社領、本所領、武家領の表現が現れる。このように、次第に荘園公領制の解体が推し進められることとなった。
また、殺生禁断を建前とする寺社領域の拡張が全国的に広まったため、それまで山野河海を生活の場としてきた民衆たちが苦境に立たされ、悪党となったのではないかとする見解が近年出されている。
鎮西探題が管轄する九州地方では、正和元年の神領興行法実施にあたって鎮西探題が幕府の命令を奉じた施行状とともに、興行法実施のために探題独自の命令を出して強制力を付した。神領興行法自体が鎌倉幕府の伝統的な訴訟方針である「理非究明」と無関係、場合によっては神社以外の御家人などの第三者が有する理非すら否定される性格を持っていたため、その遵行（施行）にはこうした強制力の存在は欠かせなかったと考えられている。理非究明よりも上位者（幕府で言えば将軍）の裁決を強制力を伴う遵行（施行）を実施させることに重点を置く建武政権・室町幕府の訴訟制度の萌芽を、鎌倉幕府最末期の鎮西探題に求める見方も出されている。